# Segata Sanshiro
Segata Sanshiro (せがた三四郎, Segata Sanshirō) foi um mascote do vídeo game Sega Saturn. Na grande maioria dos países onde o Sega Saturn foi comercializado, não fez um grande sucesso frente aos seus concorrentes, PlayStation e Nintendo 64, que tinham mais facilidade em criar gráficos 3D, enquanto o Saturn era uma máquina projetada para o 2D, mas no Japão a situação foi diferente. O Saturn resistiu bravamente até 2000 (na grande maioria dos outros países, seu ciclo de vida acabou em 1998) e tudo graças a uma campanha massiva de propaganda do seu grande mascote que era uma paródia de Sugata Sanshiro, judoka fictício, mais conhecido como personagem de um filme de Akira Kurosawa.
Segata Sanshiro era um eremita que vivia em uma montanha, que devotou sua vida a um treinamento intensivo de Sega Saturn, carregando um Sega Saturn gigante, treinando socos em um controle e quebrando tijolos com a sua cabeça, mas que de vez em quando descia para a cidade para ensinar o verdadeiro caminho do Sega Saturn para as pessoas que não estavam jogando e consequentemente, lhes dar uma lição física, seu lema era: "Sega Saturn, SHIRO!" que significa "Jogue Sega Saturn" ou "Sega Saturn branco", já que o shiro permite as duas palavras.
Segata Sanshiro era o tipo de homem que o caçaria e o espancaria se você fizesse qualquer outra coisa que não fosse jogar o Sega Saturn. Ninguém era poupado: garotos querendo jogar baseball, jovens se divertindo em uma balada, zumbis... Nada. Eles deviam jogar o Sega Saturn o tempo todo.
Fazendo aparições bizarras vestido de Papai Noel, brincando com Sakura de Sakura Taisen, ajudando o Japão a fazer um gol no Brasil na Copa do Mundo, explodindo pessoas, parando um míssil com as mãos e muito mais, Segata Sanshiro caiu no gosto japonês como o mascote do console.
Porém, apesar de sua campanha ter feito sucesso, ela chegou ao fim quando a Sega desistiu do Sega Saturn para se dedicar ao Dreamcast. Sua última propaganda mostra um foguete sendo lançado pela Sony contra a Sega e Segata se sacrificando para salvar a companhia. É um mascote que literalmente morreu por sua marca.
Segata Sanshiro apareceu em vinte comerciais entre 1997 e 1998, se tornando um ícone em sua época. Seu personagem ficou tão famoso, que ganhou um jogo: Segata Sanshiro Shinkenyugi, que foi o último jogo produzido para o Saturn, nele, havia vários minigames que possuíam o Sega Saturn em comum, sempre que um deles era terminado, uma propaganda de Segata Sanshiro ficava habilitada. Depois ainda teve um CD-ROM lançado para computador com diversas aplicações como wallpapers, relógio e similares dele. Apareceu também como personagem secreto na versão japonesa de Virtua Fighter 4, para Playstation 2.
Segata Sanshiro foi personificado pelo ator Fujioka Hiroshi (藤岡 弘), também é artista marcial que dublou vários personagens e participou do Kamen Rider original, como o personagem principal Takeshi Hongo.

Em 2020, quando a Sega completou 60 anos, introduziram Sega Shiro, interpretado pelo filho do ator do Segata, Maito Fujioka.

## Letra da canção tema traduzida
O personagem se tornou tão popular que uma música tema e um videoclipe foi lançado sobre ele. Essa é uma tradução feita sobre a tradução americana da música.
Sega Saturn Shiro! Por Segata Sanshiro
O homem solitário que devotou sua vida ao caminho dos jogos

Hoje, ele voltará

Ele irá punir quem não joga com seriedade

Seus corpos abatidos nunca mais esquecerão!
[Coro] Segata Sanshiro! Segata Sanshiro! Sega Saturn... Shiro!
Eles jogam tênis, cantam karaokê, flertam em clubes...

Não há coisas mais importantes a serem feitas?

Quem não joga com maturidade

Ele questiona na profundeza de seus corações.

[Coro] Segata Sanshiro! Segata Sanshiro! Sega Saturn... Shiro!
(Voz de Segata Sanshiro)
Jovens... Há alguma coisa em sua vida em que vocês se devotaram completamente? Algo em que vocês desejam tanto que arriscam sua vida por isso? Vocês devem jogar Sega Saturn! Joguem... Até os seus dedos quebrarem! Até os seus dedos quebrarem!
Mesmo que eles corram atrás de sexo, esse belo prazer

Suas almas permanecerão vazias

Aqueles que não se aprofundarem ao extremo dos jogos

Se encontrarão com seus corpos seriamente abatidos!

[Coro] Segata Sanshiro! Segata Sanshiro! Sega Saturn... Shiro!
As nuvens brancas flutuando na imensidão do céu azul

E a vertente vermelha do sangue fervendo no jogo feroz

Aqueles que desistirem no meio do caminho

Seus corpos destruidos jamais esquecerão!

[Coro] Segata Sanshiro! Segata Sanshiro! Sega Saturn... Shiro!

[Coro] Segata Sanshiro! Segata Sanshiro! Sega Saturn... Shiro!